# 林特 (北宋)
林特（?—?），字士奇，北宋南剑州顺昌县（今福建省顺昌县）人。
林特在南唐担任兰台校书郎。宋灭南唐，担任长葛县尉。历任大理寺丞、三司副使。与刘承规、李溥改革江淮茶法，每年增加税收百余万。以右谏议大夫权三司使、修玉清昭应宫副使，真拜三司使。宋真宗天禧元年（1017年），为修上《圣祖宝册》副使，转任为尚书右丞。为人邪险，善附会符瑞，丁谓看好他。与丁谓、王钦若、陈彭年、刘承珪号称“五鬼”。宋仁宗即位，进刑部尚书、翰林侍读学士。丁谓贬官，林特也落职知许州。后还朝，以户部尚书知通进银台司。他长于吏事，奉诏撰《会计录》三十卷。病故后，赠尚书左仆射。